# Vasasenatet
Vasasenatet udgjordes under den finske borgerkrig 1918 oprindeligt af 4 senatorer fra det såkaldte selvstændighedssenat, som oprettede en borgerlig national regering i nord mens de røde etablerede en revolutionsregering i Helsingfors kaldet Finlands folkekommissariat.
Vasasenatet oprettedes i forbindelse med det første møde den 1. februar af Heikki Renvall, Alexander Frey, Eero Yrjö Pehkonen og Juhani Arajärvi. I marts måned tilsluttede det tidligere senats formand Pehr Evind Svinhufvud sig gruppen. Han var flygtet fra Helsingfors via Tyskland og Sverige.
Allerede den 26. januar besluttede den lovlige regering i Helsingfors på formanden Svinhufvuds forslag at sende tre senatorer til Vasa for at styrke regeringsmagten og opretholde gode forbindelser med udlandet. Dette skete på grund af den stadig mere truende situation i det sydlige Finland. I senatets fundats fastlagdes, at senatet i en undtagelsestilstand var beslutningsdygtig, hvis 3 senatorer var til stede og enige. Natten til tisdag den 29. januar klokken 01.00 ankom Frey, Pehkonen og Renvall fra Ylistaro til Vasa. Arajärvi ankom den 1. februar om aftenen.
Renvall blev som den ældste valgt til formand samt til chef for handels- och industriexpeditionen (handels- og industriministeriet), ecklesiastikexpeditionen (kirkeministeriet) og utrikesexpeditionen (udenrigsministeriet). Arajärvi blev chef for finansexpeditionen (finansministeriet) og kommunikationsexpeditionen (kommunikationsministeriet), Pehkonen for jordbruksexpeditionen (landbrugsministeriet) og livsmedelsexpeditionen (fødevareministeriet) og Frey for krigsexpeditionen (forsvarsministeriet) og justitieexpeditionen (justitsministeriet).
Vasasenatet måtte tage skridt til at gennemføre en orden. Den 18. februar indførtes værnepligt, støttende sig på Finlands værnepligtslov fra 1878. Nye frimærker og pengesedler blev ligeledes udstedte.
Efter befrielsen i Helsingfors begyndte senatorerne der, O.W. Louhivuori, Kyösti Kallio, Onni Talas og Arthur Castrén, i nært samarbejde med tyskerne at forvalte landets anliggender. Finland havde således på et tidspunkt to regeringer, som repræsenterede det hvide Finland og en rød regering i Vyborg. Den 20. april stillede E.N. Setälä, som havde gskjult sig i Borgå, sig i spidsen for Helsingforssenatet. Den 2. maj rejste Vasasenatet med ansatte og arkivalier til Helsingfors. Med på samme tog rejste også Sveriges og Tysklands repræsentanter. Den 4. maj ankom man til rejsemålet Helsingfors.